# 唐林県
唐林県（とうりん-けん）は中華人民共和国山西省にかつて存在した県。現在の原平市南部に相当する。
唐朝により設置された武延県を前身とする。710年（唐隆元年）に唐林県と改称された。五代十国時代になると後梁により白鹿県と、後唐により唐林県、後晋により広武県、短期間の廃止期間をはさみ唐林県と改称された。
宋代に廃止されている。